# Павлівська сільська рада (Кегичівський район)
Павлі́вська сільська́ ра́да — адміністративно-територіальна одиниця та орган місцевого самоврядування в Кегичівському районі Харківської області. Адміністративний центр — село Павлівка.

## Загальні відомості
- Павлівська сільська рада утворена в 1932 році.
- Територія ради: 72,75 км²
- Населення ради: 961 особа (станом на 2001 рік)

## Населені пункти
Сільській раді підпорядковані населені пункти:
- с. Павлівка
- с. Калюжине
- с. Новоіванівка
- с. Писарівка

## Склад ради
Рада складається з 14 депутатів та голови.
- Голова ради: Скобліков Вячеслав Анатолійович
- Секретар ради: Пукшина Алла Миколаївна

### Керівний склад попередніх скликань
| Прізвище, ім'я, по батькові     | Основні відомості                                                         | Дата обрання | Дата звільнення |
| ------------------------------- | ------------------------------------------------------------------------- | ------------ | --------------- |
| Скобліков Вячеслав Анатолійович | Сільський голова, 1967 року народження, освіта вища, член Партії регіонів | 26.03.2006   | 31.10.2010      |
| Скобліков Вячеслав Анатолійович | Сільський голова, 1967 року народження, освіта вища, член Партії регіонів | 31.10.2010   |                 |

Примітка: таблиця складена за даними сайту Верховної Ради України

### Депутати
За результатами місцевих виборів 2010 року депутатами ради стали:

#### За суб'єктами висування
| Суб'єкт висування                                       | Кількість обраних депутатів | %    |
| ------------------------------------------------------- | --------------------------- | ---- |
| Партія регіонів                                         | 12                          | 85,7 |
| Політична партія Всеукраїнське об'єднання «Батьківщина» | 2                           | 14,3 |

#### За округами
| № округу                                                | Прізвище, ім'я, по батькові       | Дата визнання обраним | Освіта             | Партійна приналежність                        | Відомості про обраного депутата                                |
| ------------------------------------------------------- | --------------------------------- | --------------------- | ------------------ | --------------------------------------------- | -------------------------------------------------------------- |
| Партія регіонів                                         |                                   |                       |                    |                                               |                                                                |
| 1                                                       | Леонова Галина Іванівна           | 01.11.2010            | середня            | член Партії регіонів                          | ПСП ім. Щорса, обліковець                                      |
| 2                                                       | Кіпняк Володимир Анатолійович     | 01.11.2010            | середня            | член Партії регіонів                          | тимчасово не працює                                            |
| 3                                                       | Пукшина Алла Миколаївна           | 01.11.2010            | середня            | член Партії регіонів                          | Павлівська сільська рада, секретар                             |
| 4                                                       | Лазоренко Василь Олексійович      | 01.11.2010            | вища               | член Партії регіонів                          | ПП. «Соняшник», приватний підприємець                          |
| 5                                                       | Швець Поліна Івановна             | 01.11.2010            | середня            | член Партії регіонів                          | ПСП ім. Щорса Декретна відпустка, різноробоча                  |
| 8                                                       | Загорулько Леонід Анатолійович    | 01.11.2010            | середня            | член Партії регіонів                          | пенсіонер                                                      |
| 9                                                       | Павлюк Віталій Андрійович         | 01.11.2010            | середня            | член Партії регіонів                          | Калюжанський сільський клуб, завідувач                         |
| 10                                                      | Клочко Ірина Анатоліївна          | 01.11.2010            | вища               | член Партії регіонів                          | ПП «Калюжанське», економіст                                    |
| 11                                                      | Ткаленко Тетяна Іванівна          | 01.11.2010            | середня            | член Партії регіонів                          | Павлівська сільська рада, бухгалтер                            |
| 12                                                      | Бутенко Ельвіра Фарманівна        | 01.11.2010            | середня            | член Партії регіонів                          | Комунарська сільська бібліотека — філія, завідувачка           |
| 13                                                      | Громов Віктор Васильович          | 01.11.2010            | середня            | член Партії регіонів                          | Верхньоорільська загальноосвітня школа І-ІІІ ст., кочегар      |
| 14                                                      | Довженко Світлана Юріївна         | 01.11.2010            | середня            | член Партії регіонів                          | Комунарський фельдшерсько-акушерський пункт, молодша медсестра |
| Політична партія Всеукраїнське об'єднання «Батьківщина» |                                   |                       |                    |                                               |                                                                |
| 6                                                       | Бєловіцький Олексій Володимирович | 01.11.2010            | середня спеціальна | позапартійний                                 | ТОВ «Аграрний дім ім. Горького», будівельник                   |
| 7                                                       | Луценко Максим Валентинович       | 01.11.2010            | незакінчена вища   | член Всеукраїнського об'єднання «Батьківщина» | Павлівська загальноосвітня школа І-ІІ ст., вчитель             |